# Omalizumab
Omalizumab  es un medicamento que pertenece al grupo de los anticuerpos monoclonales y se utiliza para el tratamiento del asma bronquial grave de origen alérgico y la urticaria crónica. No es útil en los episodios agudos y se considera como una terapia complementaria que puede ser útil en determinados enfermos, asociado a otros fármacos con un uso plenamente establecido.
Fue aprobado por la FDA en el año 2003 y por la Agencia Europea de Medicamentos en el año 2005. Desde entonces se comercializa por Novartis bajo el nombre de Xolair

## Mecanismo de acción
Este anticuerpo monoclonal humanizado de tipo IgG1, se une de forma específica a la inmunoglobulina IgE, bloqueando su acción e impidiendo su unión con el receptor de alta afinidad (FcɛRI) de la superficie del mastocito y del basófilo. Por lo tanto disminuye la cantidad circulante de IgE e interrumpe la cascada de fenómenos bioquímicos que desencadenan los síntomas del asma.

## Indicaciones
Inicialmente se recomendó su uso en pacientes con asma grave de origen alérgico, mayores de 12 años con frecuentes exacerbaciones y falta de respuesta a los medicamentos que se emplean habitualmente en esta enfermedad como los corticoesteroides inhalados asociado a los agonistas adrenérgicos beta 2 inhalados. En el año 2012 se amplió su uso en niños entre los 6 y los 12 años de edad.  Cabe destacar la guía ICON pediátrica 2012 en la que aconsejan su uso también en el asma moderado persistente.
Finalmente, desde enero del 2014 está aprobado su uso en la urticaria crónica espontánea en adultos y adolescentes (a partir de los 12 años) que tienen una respuesta insuficiente a los antihistamínicos H1.
La eficacia terapéutica de omalizumab es debida – fundamentalmente – a la reducción de los niveles séricos de IgE libre y eosinófilos, inhibiendo la cascada de mediadores de inflamación y síntomas asociados. En ensayos clínicos bien diseñados, el tratamiento con omalizumab redujo de manera significativa la tasa de exacerbaciones (objetivo principal) comparado con placebo en adultos, adolescentes y niños con asma grave alérgica persistente. Además, la adición de omalizumab al tratamiento redujo la necesidad de corticoides inhalados en adultos y adolescentes, y mejoró el control del asma y sus síntomas, así como la calidad de vida de todos los grupos de pacientes. La eficacia de omalizumab como tratamiento adicional ha sido también demostrada en práctica clínica real, reflejándose en una reducción de hospitalizaciones, visitas a urgencias o visitas no programadas, así como en la mejoría de sintomatología y respuesta al tratamiento.

## Forma de administración
Se administra en forma de inyección subcutánea a una dosis que oscila entre 75 y 600 mg cada dos o cuatro semanas, dependiendo del peso corporal y los niveles de IgE en sangre al inicio del tratamiento.

## Efectos secundarios
Los efectos secundarios más frecuentes son cefalea, dolor abdominal alto, pirexia  y reacción local en el punto de inyección. Los efectos secundarios más graves como reacción anafiláctica, síncope y angioedema se han notificado con una frecuencia inferior a 1/1000.